# Barranc de Claverol
El barranc de Claverol és un barranc afluent de la Noguera Pallaresa. Discorre íntegrament pel terme de Conca de Dalt, al Pallars Jussà. Neix a llevant del poble de Claverol, entre els Rocs de Gairat i el Canarill de Claverol, des d'on baixa cap a ponent fins a arribar al davant i a sota del poble de Claverol (Conca de Dalt). En aquell punt torç cap al sud-oest, i davalla cap a la Noguera Pallaresa en el pantà de Sant Antoni. Poc abans d'arribar-hi rep per l'esquerra el barranc de la Font d'Artic.